# Victor Clonaru
Victor Clonaru (n. 1914, Vălenii de Munte) este un fost senator român în legislatura 1996-2000 ales în Municipiul București pe listele partidului PNȚCD.
Victor Clonaru a fost validat ca senator pe data de 8 noiembrie 1999 când l-a înlocuit pe senatorul Mihail Grama.